# EasyJet

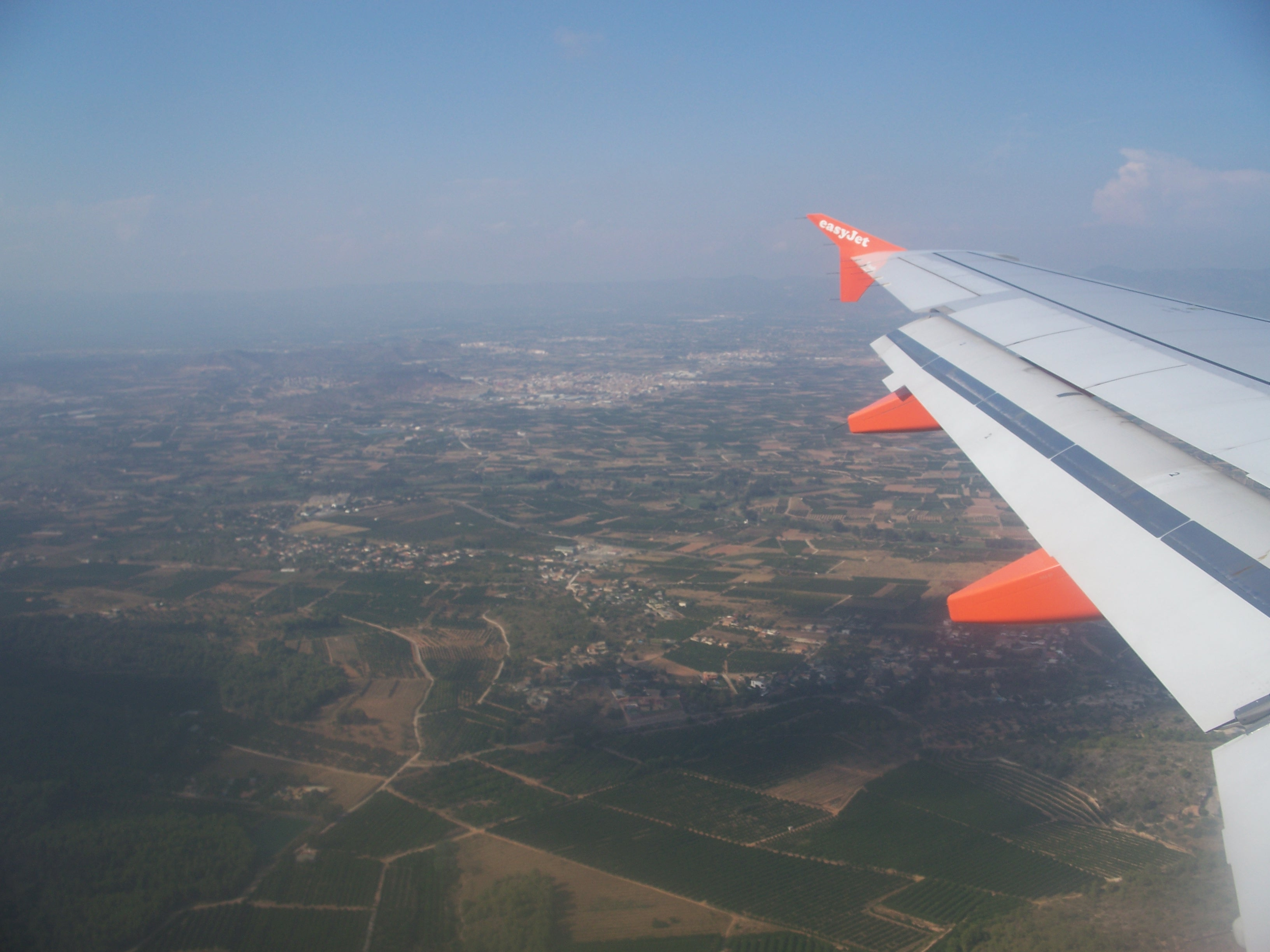
Avió d'Easyjet aterrant a València

EasyJet Airline Company Limited (LSE EZJ) (coneguda com a easyJet) és una aerolínia britànica de baix cost amb seu a Londres Luton.
EasyJet és propietat d'EasyJet Holdings Limited, l'accionista majoritari dels quals és Stelios Haji-Ioannou i que està domiciliada en el paradís fiscal de l'illa de Jersey. Altres accionistes majoritaris són Polys Haji-Ioannou i Icelandair.
Per a reduir costos, easyJet subcontracta bona part de les seves activitats a terceres empreses, no inclou el preu del menjar en els vols encara que hi ha menjar fred i calent així com begudes i regals a preus més baixos que en l'aeroport a la venda, no emet bitllets, tots els seients dels seus avions són de classe turista, l'embarcament es fa per grups de prioritat, generalment atorgats per l'ordre en què els passatgers que han estat facturats.
A diferència d'altres companyies de baix cost, easyJet vola als principals aeroports europeus. A Espanya, la companyia ha subcontractat el servei a certes empreses com EuroHandling, IberHandling i Ineuropa Handling, encarregats de facturació i rampa, i Logistair, empresa que es dedica a proporcionar i formar recursos humans per a atenció al client en els llocs de venda de bitllets de cada aeroport.
Al territori català, la presència d'easyJet es redueix a l'aeroport del Prat de Llobregat, deixant els aeroports de Reus i Girona a altres companyies de baix cost com Ryanair. Des de la capital, ofereix 15 destinacions i 22 vols directes. També ofereix vols des d'altres aeroports dels Països Catalans com l'Aeroport d'Alacant, el de Son Sant Joan a Mallorca, o d'altres com el de València, Eivissa, Menorca i l'Alguer. Des de l'aeroport alacantí, s'ofereixen vols a ciutats de les Illes Britàniques, i les ciutats suïsses. Un altre cop, la companyia ha subcontractat el handling a Barcelona a Flightcare, filial del grup FCC.

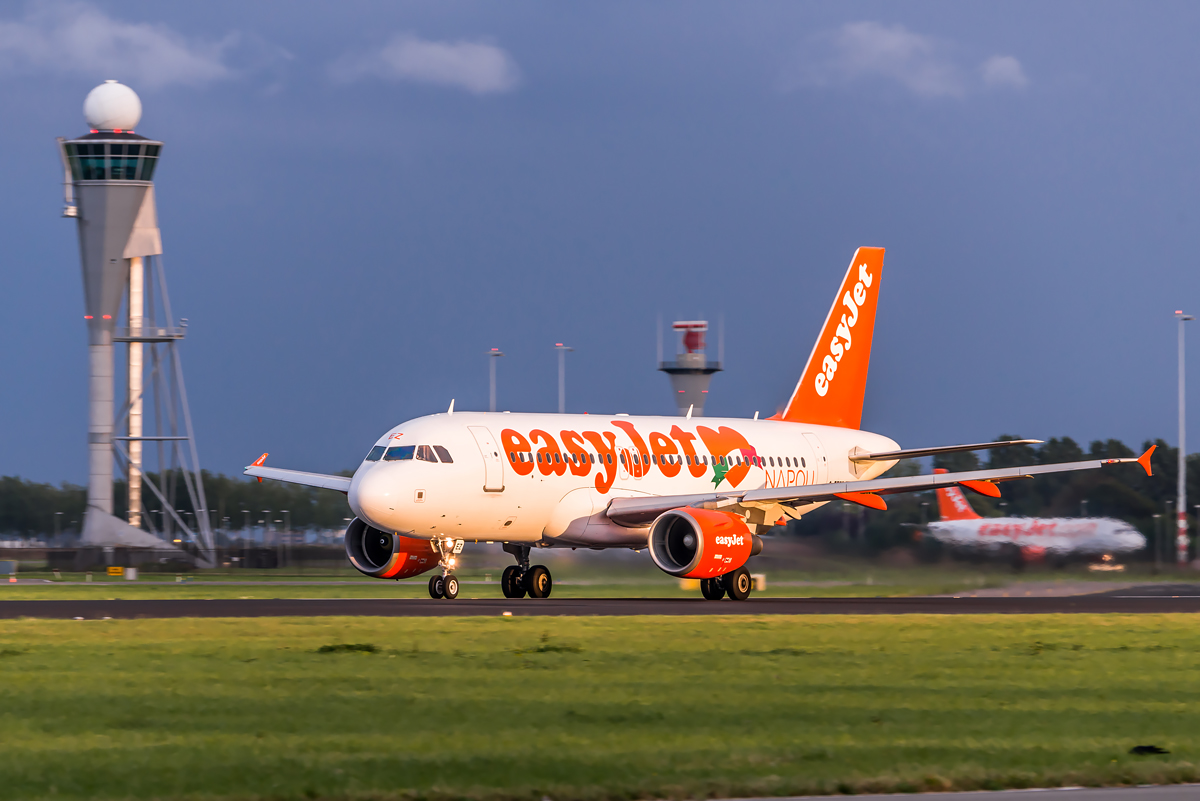
EasyJet A319, Amsterdam Airport Schiphol.

## Història
La companyia va ser creada al març de 1995 per Stelios Haji-Ioannou, realitzant el seu vol inaugural des de Londres-Luton al novembre d'aquest mateix any.
Per aquell temps tenia arrendats els avions i el personal i no va ser fins a abril del 1996 que va comprar el seu primer avió en propietat. Aquest any va començar també els vols internacionals de Londres a Amsterdam, Niça i Barcelona.
L'octubre de 1997, la companyia va rebre la seva Air Operating Certificate. La companyia va iniciar la seva internacionalització a l'abril del 1998, en adquirir el 40% de la companyia xàrter suïssa TEA Basel AG, que més tard passaria a cridar-se easyJet Switzerland.
El 2002 va adquirir Go Fly, la filial de baix cost de British Airways. Va sortir a borsa en el parquet de Londres el 2000. Opera més de 160 rutes per tot Europa, venent directament a l'usuari per Internet o per telèfon sense passar per agències de viatges.
El juliol del 2017 la companyia va anunciar que establiria a Àustria la seva seu central a la Unió Europea, per així poder continuar volant entre destinacions de la UE després del Brèxit.

## Flota

### Flota actual del grup

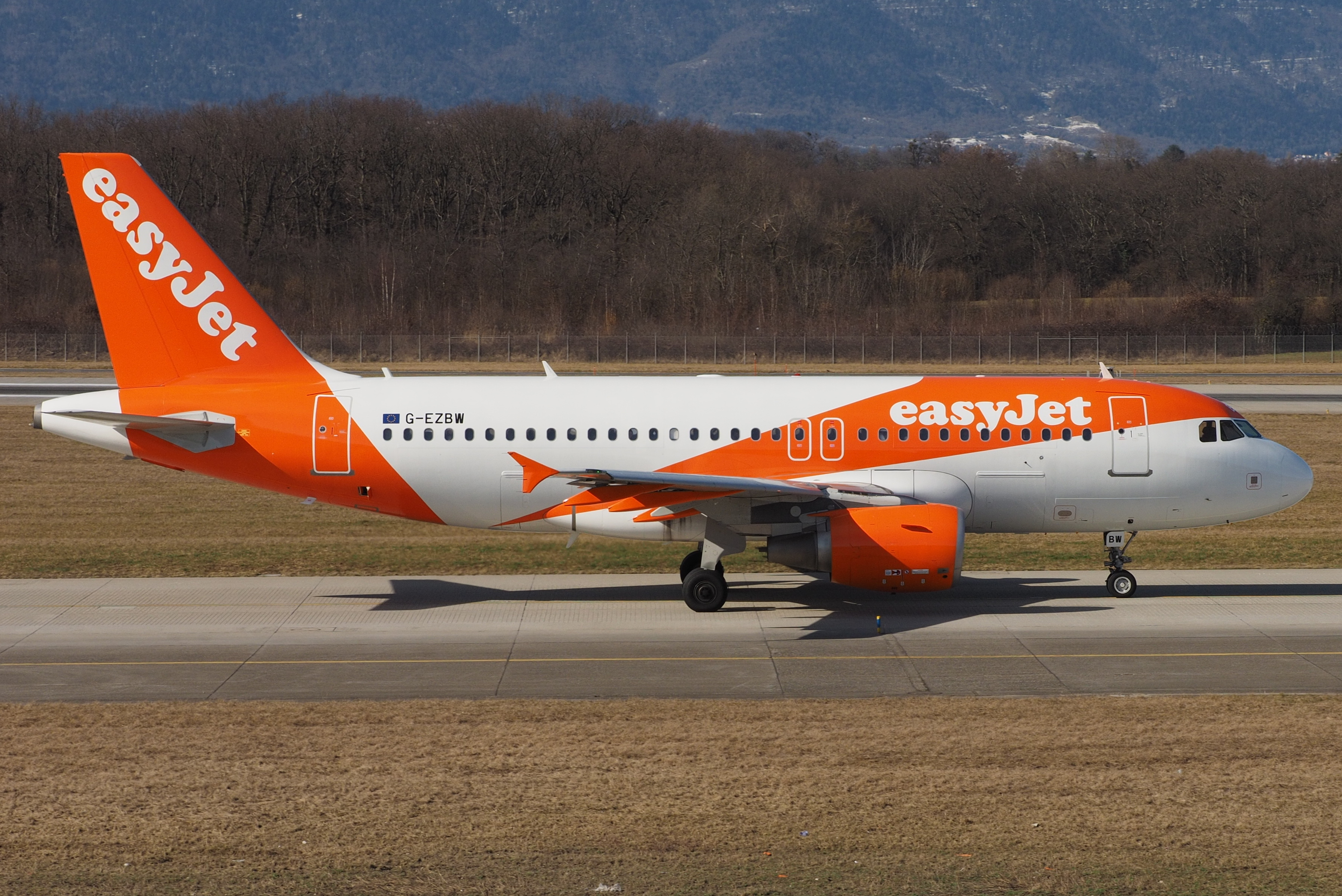
Un Airbus A319 d'EasyJet

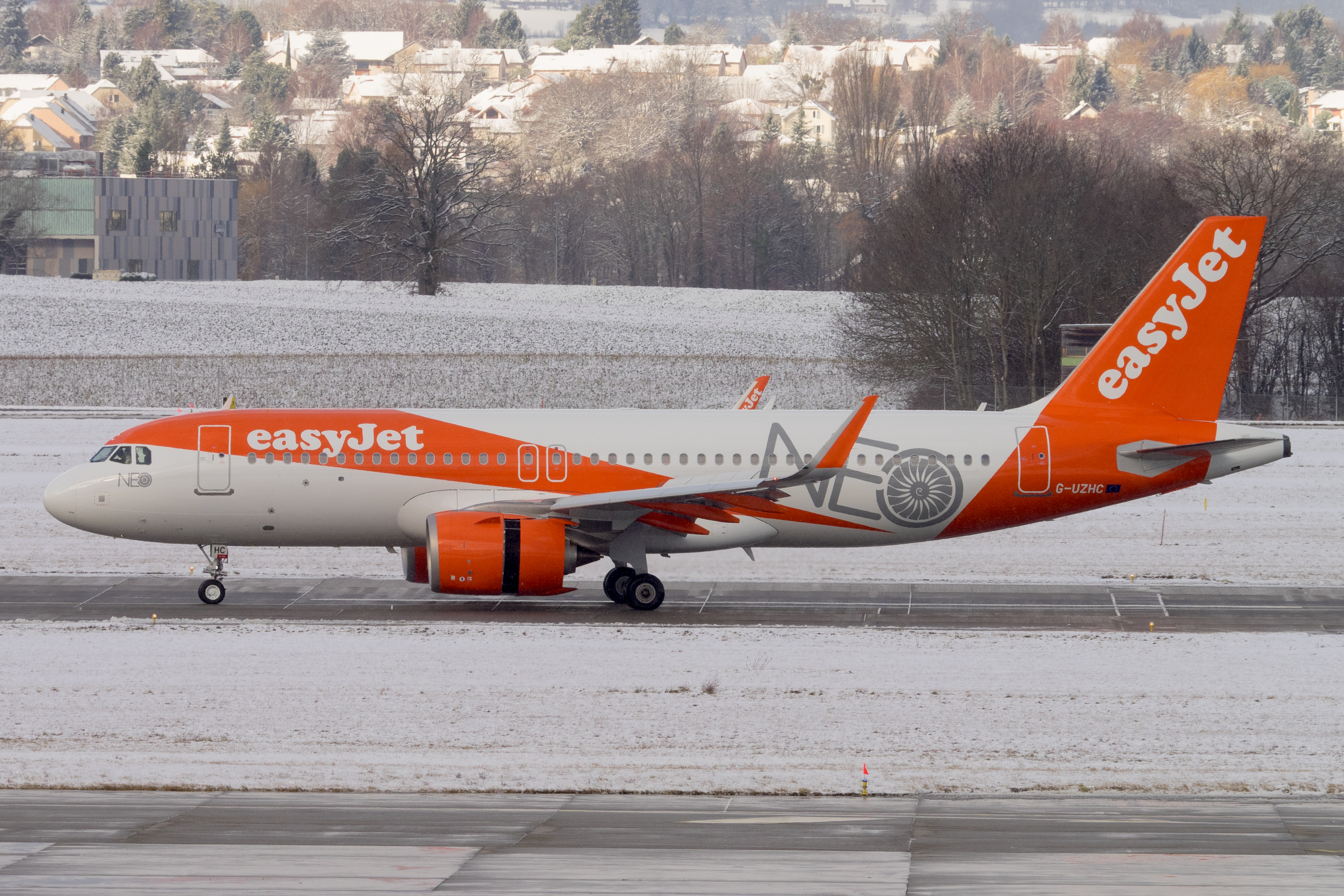
Un Airbus A320neo d'EasyJet

La totalitat de la flota d'avion d'EasyJet són de la companyia Airbus. L'octubre de 2021 la companyia operava amb els següents avions de passatgers:
| Avions          | En servei               | En comanda | Passatgers | Operador            | Notes                                                                                            |
| --------------- | ----------------------- | ---------- | ---------- | ------------------- | ------------------------------------------------------------------------------------------------ |
| Airbus A319-100 | 50                      | —          | 156        | EasyJet UK          | Els avions més antics seran retirats i substituïts per nou avions de la versió A320neo           |
| Airbus A319-100 | 32                      | —          | 156        | EasyJet Europe      | Els avions més antics seran retirats                                                             |
| Airbus A319-100 | 5                       | —          | 156        | EasyJet Switzerland | Els avions més antics seran retirats                                                             |
| Airbus A320-200 | 62                      | —          | 186        | EasyJet UK          |                                                                                                  |
| Airbus A320-200 | 83                      | —          | 186        | EasyJet Europe      |                                                                                                  |
| Airbus A320-200 | 22 [EasyJet Switzerland | —          | 186        |                     |                                                                                                  |
| Airbus A320neo  | 32                      | 91         | 186        | EasyJet UK          | Entrega retardada fins després del 2021                                                          |
| Airbus A320neo  | 5                       | 91         | 186        | EasyJet Europe      |                                                                                                  |
| Airbus A320neo  | 4                       | 91         | 186        | EasyJet Switzerland |                                                                                                  |
| Airbus A321neo  | 10                      | 15         | 235        | EasyJet UK          | Entregues del nou model iniciades el juliol de 2018 In the Airbus Cabin Flex (ACF) configuration |
| Airbus A321neo  | 5                       | 15         | 235        | EasyJet Europe      |                                                                                                  |
| Total           | 310                     | 106        |            |                     |                                                                                                  |

Tots els vols operats dins de la Unió Europea van passar a ser operats per avions propietat d'EasyJet Europe el juliol de 2019. EasyJet Europe va passar a volar amb 45 Airbus A319 i 91 Airbus A320 en aquell moment.
La companyia del mateix grup EasyJet Switzerland volava amb 6 Airbus A319 i 21 Airbus A320.

### Flota històrica
EasyJet ha operat anteriorment amb els següents avions de passatgers:
| Avió            | Introduït | Retirat | Notes                                                                                               |
| --------------- | --------- | ------- | --------------------------------------------------------------------------------------------------- |
| Airbus A321-200 | 2008      | 2010    | Heretat de GB Airways                                                                               |
| Boeing 737-200  | 1995      | 1997    | Ambdós avions (G-BECG/G-BECH) van ser transferits a Virgin Express el 1997 i desvallestats el 2005. |
| Boeing 737-300  | 1995      | 2006    | Substituïts pels Airbus A319-100                                                                    |
| Boeing 737-700  | 2000      | 2011    | Substituïts pels Airbus A320-200                                                                    |